# Halina Młynkowa
Halina Młynkowa — en tchèque : Halina Mlynková — (née le 22 juin 1977 à Návsí en Silésie tchèque) est une chanteuse polonaise.

## Biographie
Elle quitte le groupe Brathanki au printemps 2003, et se lance dans une carrière solo.

## Discographie

### avec le groupeBrathanki
- Ano! (2000) -  4 × Platine
- Patataj (2001) -  Platine

### en solo
- Etnoteka (2011)

## Théâtre
- Życie jest sceną (2009) au Théâtre Sabat de Varsovie

## Récompenses et distinctions
- Prix Fryderyk: album de l'année 2001, catégorie Etno / Folk